# Schwarzbergel
Das Schwarzbergel ist ein 1307 m ü. NHN hoher Berg in den Tegernseer Bergen, die zu den Bayerischen Voralpen gehören.

## Topographie
Das Schwarzbergel ist ein vollständig bewaldeter Gipfel nordwestlich der Schwarzwand bei Lenggries. Sein Gipfel ist nur unmarkiert und weglos zu erreichen, bietet jedoch keine technischen Schwierigkeiten. Der einfachste Zustieg ist von Lenggries über Forstwege bis zum Sattel zwischen Schwarzwand und Schwarzbergel.